# TNA Television Championship
TNA Television Championship er en titel i den amerikanske wrestlingorganisation Total Nonstop Action Wrestling (TNA), der har eksisteret siden d. 23. oktober 2008, hvor den under en episode af TNA's ugentlige tv-program TNA Impact! blev introduceret under navnet TNA Legends Championship. I oktober 2009 skiftede titlen navn til TNA Global Championship og blev igen omdøbt i juli 2010 til TNA Television Championship. 

## Historie
Titlen blev introduceret i forbindelse med en storyline i TNA, hvor de unge wrestlere i organisationen (TNA Front Line) kæmpede mod en række wrestlinglegender (The Main Event Mafia). I ugerne op til introduktionen af titlen gik Booker T rundt med en dokumentmappe, og d. 23. oktober 2008 åbnede han mappen og kaldte den nye titel for TNA Legends Championship. Derefter erklærede han sig selv for den første officielle mester. Han sagde, at titlen var hans, og den var derfor ikke sanktioneret af TNA. 
I marts 2009 tabte Booker T titlen til A.J. Styles. Jim Cornette fra TNA gjorde det derefter klart, at titlen nu blev en officiel TNA-titel, og i oktober 2009 fik titlen nyt navn, da den regerende mester Eric Young begyndte at kalde titlen for TNA Global Championship. Det gjorde han, fordi han ikke havde lyst til at forsvare titlen mod amerikanske wrestlere eller på amerikansk jord. Selv om Young startede med at forsvare titlen i Florida, var hans næste titelkampe i Storbritannien, hvor han tabte titlen til Rob Terry. Terry tabte senere titlen til A.J. Styles, der så omdøbte titlen endnu engang. Titlen har siden juli 2010 heddet TNA Television Championship og deler navn med traditionsrige titler, som fx WCW World Television Championship i World Championship Wrestling og NWA World Television Championship i National Wrestling Alliance.
| Sport | Spire Denne artikel om sport er en spire som bør udbygges. Du er velkommen til at hjælpe Wikipedia ved at udvide den. |